# Ранци
Ранци или Франци, Франковица, Франкоч (на гръцки: Ερμακιά, Ермакия, до 1928 Φραγκότς или Φραγκότσι, Франгоц или Франгоци,на турски: Frankoça, Франкоча) е село в Егейска Македония, Гърция, в дем Еордея на област Западна Македония.

## География
Селото е разположено на 1000 m надморска височина, на 22 km източно от Кайляри (Птолемаида), в югозападното подножие на планината Каракамен (Вермио). В Каракамен над селото е Ранската пещера с малък вход с две камери 13 m и 20 m и много подкамери.

## История

### В Османската империя
Ранци е много старо село. Местната легенда отдава основаването на селото на кръстоносци, на които то дължи името си – френско село. Селото фигурира в османски документи от XV век. В османски данъчни регистри на немюсюлманското население от вилаета Филорина (Лерин) от 1626-1627 година селото е отбелязано под името Раниче с 19 джизие ханета (домакинства). В 1664 година в селото са отбелязани мюсюлмани. В 1820 година Ранци е чифлик на Али паша Янински. Селото пострадва значително по време на Негушкото въстание през 1822 година, когато е изгорено от османците. В 1874 година е построена църквата „Свети Атанасий“, както и разрушеният днес манастир „Свети Илия“.
В края на XIX век Ранци е почти чисто българско село. В „Етнография на вилаетите Адрианопол, Монастир и Салоника“, издадена в Константинопол в 1878 година и отразяваща статистиката на населението от 1873 година, Ранци (Rantzi) е посочено като село в каза Джумали със 100 домакинства с 280 жители българи.
В 1889 година Стефан Веркович („Топографическо-этнографическій очеркъ Македоніи“) пише за Ранци:
| „ | На 1 час източно оттук [Харбино] се намира смесеното село Франгьот с 45 мохамедански къщи и 116 нуфузи. Българските къщи са 36, семейните двойки 45, а нуфузите 79. Данъкът е 7970 пиастри, а инание-аскерие - 1380 пиастри. Жителите в голямата си част са наемни работници и работят в гората на планината Караташ, но се занимават и с производство на жито и скотовъдство. В селото има много вода и две мелници. | “ |

В 1893 година Атанас Шопов посещава Кайлярско и определя Ранци като българско село.
Според статистиката на Васил Кънчов („Македония. Етнография и статистика“) в 1900 година Ранци (Франкочъ) има 600 жители българи и 80 жители турци.
На Етнографската карта на Битолския вилает на Картографския институт в София от 1901 година Франкоч (Франковище) е чисто българско село в Кайлярската каза на Серфидженския санджак със 110 къщи.
В началото на XX век цялото християнско население на Ранци е под върховенството на Цариградската париаршия. В 1902 година селото преминава под върховенството на Българската екзархия, но след два месеца под натиска на гръцките чети се отказва от нея и се връща към Патриаршията.
Според статистика на Серфидженския санджак на гръцкото консулство в Еласона от 1904 година във Франгоци (Φραγκότση), Кайлярска каза, живеят 500 гърци славофони християни.
По данни на секретаря на Българската екзархия Димитър Мишев („La Macédoine et sa Population Chrétienne“) в 1905 година в селото има 1000 българи патриаршисти гъркомани.
При избухването на Балканската война в 1912 година един човек от Ранци е доброволец в Македоно-одринското опълчение.

### В Гърция
През войната в селото влизат гръцки части и след Междусъюзническата война Ранци остава в Гърция. Боривое Милоевич пише в 1921 година („Южна Македония“), че Ранци има 240 къщи славяни християни и 30 къщи турци. В 1928 година селото е прекръстено на Ермаклия. В документ на гръцките училищни власти от 1 декември 1941 година се посочва, че в Ранци живеят 300 българофонски семейства.
По време на Втората световна война, на 28 март 1944 година чети на гръцките колаборационисти от Националната гръцка армия (съставени предимно от понтийски гърци), начело с полковник Георгиос Пулос го разсипват, 62 от жителите му са избити, много бягат в Коман, Инели, Негуш, а други принудени да емигрират. По-късно Ранци пострадва и по време на Гръцката гражданска война.
| Убити на 28 май 1944 година | Убити на 28 май 1944 година |
| Име                         |                             |
| --------------------------- | --------------------------- |
| 1. Стефан Андреа            |                             |
| 2. Михаил Антонев           |                             |
| 3. Гьорга Антонева          |                             |
| 4. Анастас Бойчев           |                             |
| 5. Илия Бойчев              |                             |
| 6. Трифон Бояри             |                             |
| 7. Димитри Гайтанджиев      |                             |
| 8. Милтиади Генга           |                             |
| 9. Ахилеа Дала              |                             |
| 10. Антон Дала              |                             |
| 11. Анастас Дала            |                             |
| 12. Никола Ичков            |                             |
| 13. Теодос Караташи         |                             |
| 14. Сана Караташи           |                             |
| 15. Олга Караташи           |                             |
| 16. Анастас Караяни         |                             |
| 17. Вангел Капетанов        |                             |
| 18. Доне Капетанова         |                             |
| 19. Наке Карапеов           |                             |
| 20. Никола Карапеов         |                             |
| 21. Стоян Коте              |                             |
| 22. Христо Коте             |                             |
| 23. Коста Коте              |                             |
| 24. Вангел Коте             |                             |
| 25. Глигор Коте             |                             |
| 26. Георги Мингов           |                             |
| 27. Димитри Мингов          |                             |
| 28. Велика Минкова          |                             |
| 29. Вангел Манчов           |                             |
| 30. Дота Манчова            |                             |
| 31. Нико Манолаки           |                             |
| 32. Антон Нико              |                             |
| 33. Поп Коста               |                             |
| 34. Поп Никола              |                             |
| 35. Поп Ипократ             |                             |
| 36. Козва Пейов             |                             |
| 37. Стоян Пейов             |                             |
| 38. Пейо Пейов              |                             |
| 39. Апостол Пейов           |                             |
| 40. Никола Русков           |                             |
| 41. Ката Секилари           |                             |
| 42. Христо Свъртини         |                             |
| 43. Никола Свъртини         |                             |
| 44. Георги Ташов            |                             |
| 45. Аристотели Туни         |                             |
| 46. Димитри Чуара           |                             |
| 47. Трандафил Чуара         |                             |
| 48. Сократи Чуара           |                             |
| 49. Панаги Чуара            |                             |
| 50. Коста Чуара             |                             |
| 51. Злата Чуара             |                             |
| 52. Никола Чавдари          |                             |
| 53. Яни Янка                |                             |
| 54. Вангел Янка             |                             |
| 55. Васили Янчев            |                             |
| 56. Стойна Янчева           |                             |

Традиционно населението се занимава с отглеждане предимно на жито и картофи и се занимава и със скотовъдство.
| Име        | Име             | Ново име      | Ново име        | Описание                                                      |
| ---------- | --------------- | ------------- | --------------- | ------------------------------------------------------------- |
| Сатгюнеси  | Σατγιουνέσι     | Просилион     | Προσήλιο        | връх в Каракамен на СЗ от Ранци и на СИ от Войводина (1003 m) |
| Кузулец    | Κουζουλέτσι     | Анилион       | Άνήλιον         | местност на ССЗ от Ранци                                      |
| Вармара    | Βαραμάρα        | Кокини Магула | Κόκκινη Μαγούλα | връх в Каракамен на С от Ранци (1404,9 m)                     |
| Теке       | Τεκές           | Вуноплая      | Βουνοπλαγιά     | връх в Каракамен на ИСИ от Ранци (1594,6 m)                   |
| Царкули    | Τσαρκούλι       | Василика      | Βασιλικά        | връх в Каракамен на СИ от Ранци (1537 m)                      |
| Грамуради  | Γκραμουράντι    | Петрохома     | Πετρόχωμα       | връх в Каракамен на ЮЮИ от Ранци (914 m)                      |
| Върпороз   | Βαρπορὸζ        | Петинос       | Πετεινός        | връх в Каракамен на ЮИ от Ранци (1508 m)                      |
| Севризе    | Σεβριζέ         | Врахаки       | Βραχάκι         | връх в Каракамен на ЮИ от Ранци                               |
| Градище    | Γκραδίστε       | Палеокастрон  | Παλαιόκαστρον   | връх в Каракамен на И от Ранци (1149 m)                       |
| Теке       | Τεκέ            | Корифи        | Κορυφή          | връх в Каракамен на ИЮИ от Ранци (1590,6 m)                   |
| Курудере   | Κουρού Ντερέ    | Ксиропотамос  | Ξηροπόταμος     | река на ЮИ от Ранци, ляв приток на Баково                     |
| Падина     | Πάντκα          | Ксиромери     | Ξηρομέρι        | местност на ЮЗ от Ранци и на ЮИ от Войводина                  |
| Въргунк    | Βαργκοΰγκος     | Кокинохома    | Κοκκινόχωμα     | местност на Ю от Ранци                                        |
| Порище     | Πορίστε         | Ксиролакос    | Ξηρόλακκος      | река на Ю от Ранци                                            |
| Чечебулино | Τσετσεμπούλινο  | Ксировриси    | Ξηρόβρυση       | река на Ю от Ранци                                            |
| Боска      | Μπόσκα          | Мастос        | Μαστός          | връх в Каракамен на ЮИ от Ранци (987,5 m)                     |
| Гробовище  | Γκρουμπουβάϊτσε | Тафотопос     | Ταφότοπος       | местност в Каракамен на ЮИ от Ранци                           |

| Година    | 1913 | 1920 | 1928 | 1940 | 1951 | 1961 | 1971 | 1981 | 1991 | 2001 | 2011 | 2021 |
| --------- | ---- | ---- | ---- | ---- | ---- | ---- | ---- | ---- | ---- | ---- | ---- | ---- |
| Население | 1164 | 1108 | 1225 | 1735 | 592  | 667  | 581  | 593  | 489  | 436  | 325  | 293  |

## Личности
Родени в Ранци
- Марко Антонов (Андонов, 10 юли 1872 - ?), български просветен деец, в 1892 година завършва с четвъртия випуск педагогическите курсове на Солунската българска мъжка гимназия[25] и работил като български учител във Воден[26]
- Методия Тошевски (1941 – 2015), финансист и писател от Република Македония
- Филип Ташев (1886 – ?), македоно-одрински опълченец, Първа рота на Десета прилепска дружина, ранен в Междусъюзническата война на 27 юни 1913 година, носител на орден „За храброст“ IV степен[27]